# Brachymesia herbida
Brachymesia herbida là loài chuồn chuồn trong họ Libellulidae. Loài này được Gundlach mô tả khoa học đầu tiên năm 1889.